# Kompania reprezentacyjna

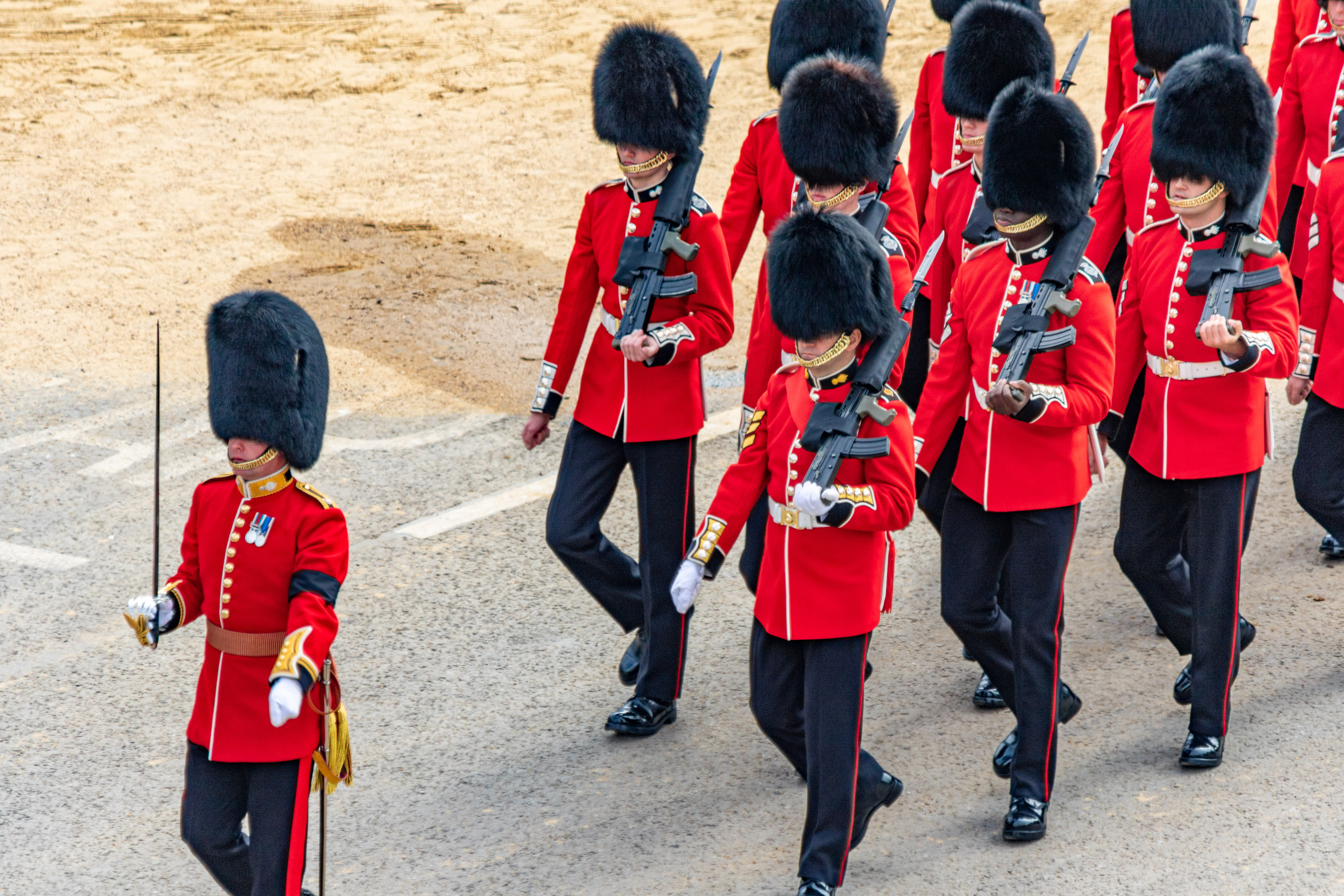
Kompania reprezentacyjna armii brytyjskiej

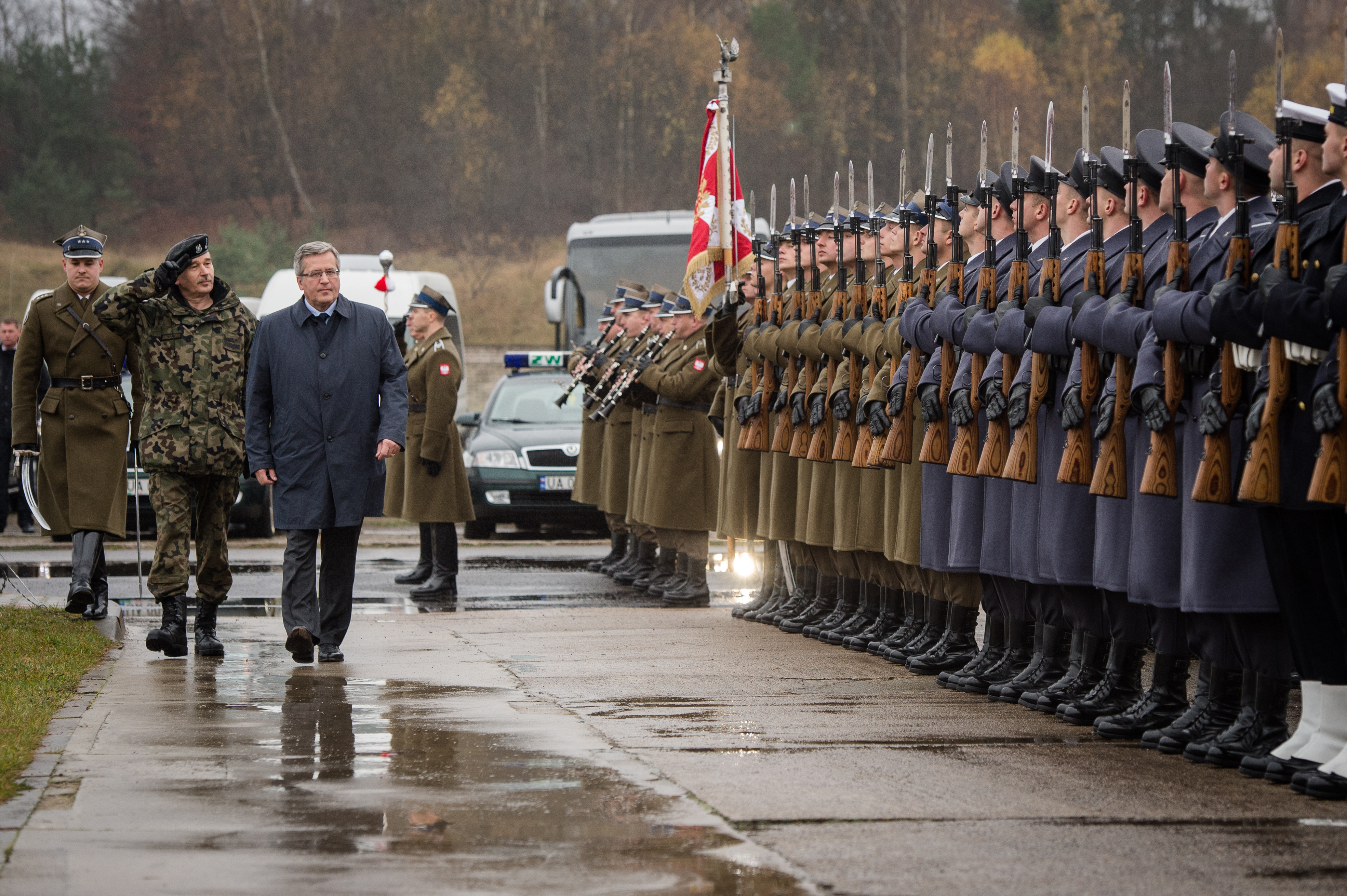
Kompania reprezentacyjna Wojska Polskiego oddająca honory prezydentowi Rzeczypospolitej Polskiej

Kompania reprezentacyjna (kompania honorowa) – pododdział wojskowy (lub innej formacji mundurowej) pełniący funkcje reprezentacyjne i ceremonialne.
Do zakresu działań kompanii reprezentacyjnej zalicza się między innymi oddawanie honorów dostojnikom państwowym czy uświetnianie uroczystości. Z reguły posiada poczet sztandarowy i orkiestrę. Wbrew nazwie pododdział reprezentacyjny nie musi odpowiadać liczebnością standardowej kompanii. 